# ECRYPT
L'European Network of Excellence in Cryptology, o ECRYPT, è un progetto di ricerca facente parte del Programma Tecnologie dell'Informazione e della Comunicazione (ICT), costituito dal Settimo Programma Quadro (7PQ) della Commissione europea.

## ECRYPT I
Il progetto di ricerca originario, ridenominato ECRYPT I, è ufficialmente partito il 1º febbraio 2004 ed ha avuto una durata di 4 anni. L'ECRYPT I ha avuto come campo primario di ricerca la sicurezza informatica, più nello specifico la crittografia ed il watermarking, e la sua attività si è concentrata su cinque aree differenti denominate "laboratori virtuali" (virtual labs):
- STVL (Symmetric Techniques Virtual Lab), dedicato alla crittografia simmetrica;
- AZTEC (Asymmetric Techniques Virtual Lab), dedicato alla crittografia asimmetrica;
- PROVILAB (Protocols Virtual Lab), dedicato ai protocolli di comunicazione;
- VAMPIRE (Secure and Efficient Implementations Virtual Lab), dedicato allo sviluppo di implementazioni sicure;
- WAVILA (Watermarking and Perceptual Hashing Virtual Lab), dedicato alla lotta contro le contraffazioni e agli abusi sui diritti d'autore.

All'interno dell'ECRYPT I è nato il progetto eSTREAM, dedicato alla creazione di un portafoglio comprendente nuovi e veloci algoritmi di cifratura a flusso.

## ECRYPT II
A partire dal 2008 è attivo l'ECRYPT II, nato per consolidare, migliorare ed ampliare i risultati nel campo crittografico ottenuti dall'ECRYPT I. Le attività dell'ECRYPT II sono divise in tre laboratori virtuali:
- Symlab (Symmetric techniques virtual lab), per la crittografia simmetrica;
- MAYA (Multi-party and Asymmetric Algorithms Virtual Lab), per la crittografia asimmetrica;
- VAMPIRE (Secure and Efficient Implementations Virtual Lab), per le implementazioni sicure.